# Ragusa megye
Ragusa megye Olaszország Szicília régiójának egyik megyéje. Székhelye Ragusa.

## Fekvése
Ragusa megye Caltanissetta, Catania és Siracusa megyékkel határos.

## Községek(comuni)
- Acate
- Chiaramonte Gulfi
- Comiso
- Giarratana
- Ispica
- Modica
- Monterosso Almo
- Pozzallo
- Ragusa
- Santa Croce Camerina
- Scicli
- Vittoria